# 棉藓
棉藓（学名：Plagiothecium denticulatum），又名齿叶棉藓，为棉藓科棉藓属下的一个种。

## 扩展阅读
- 維基物種上的相關：棉藓